# Monarchidae
Famille
Les Monarchidae (ou monarchidés en français) sont une famille de passereaux. Elle comprend principalement des espèces de monarques et de tchitrecs, dont la plupart sont indifféremment nommés gobemouches ou moucherolles.

## Description

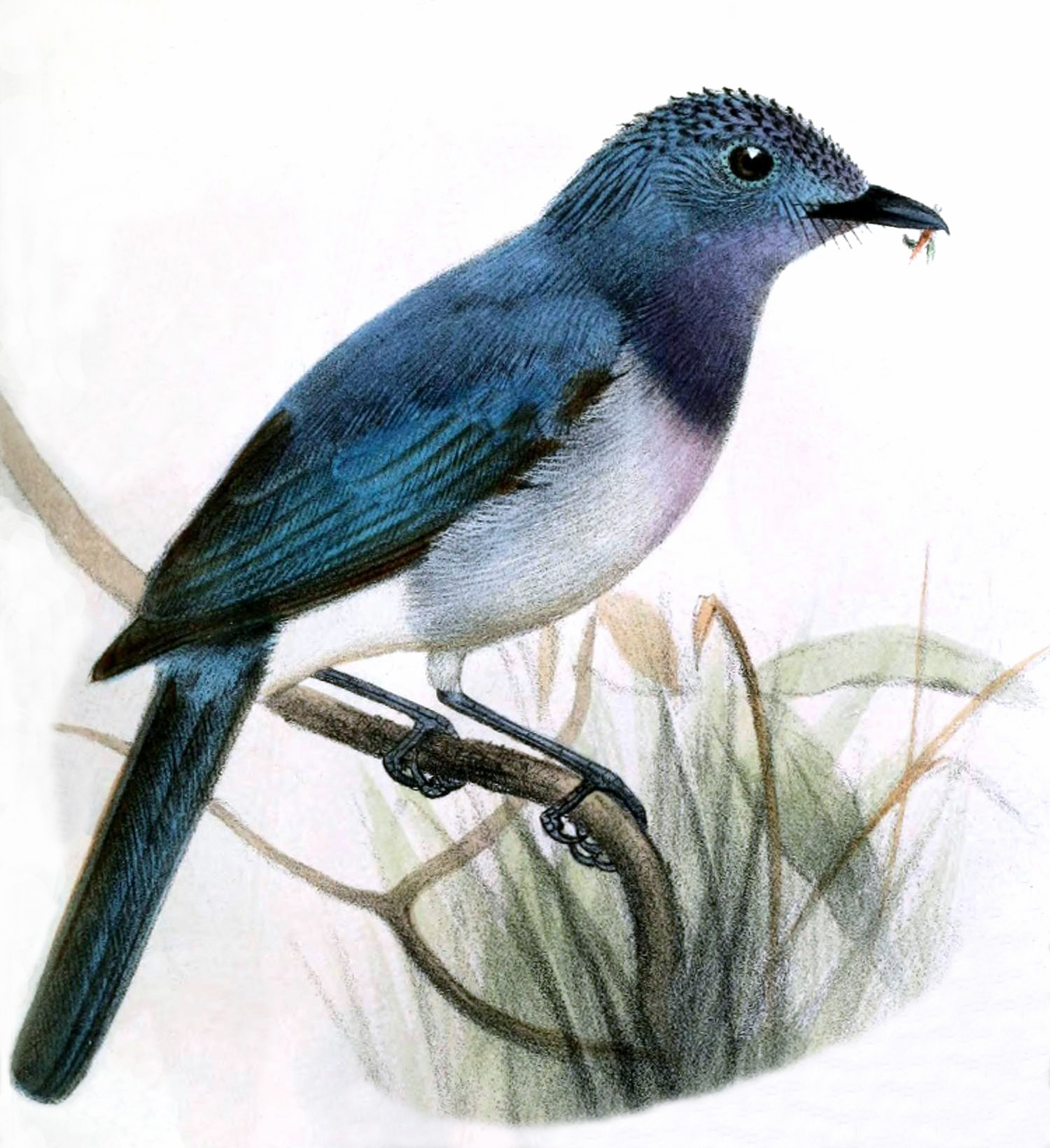
Hypothymis coelestis coelestis Smit

## Taxinomie

### Liste des genres
D'après la classification de référence du Congrès ornithologique international :
- genre Arses Lesson, 1830 (4 espèces)
- genre Carterornis (4 espèces)
- genre Chasiempis Cabanis, 1847 (3 espèce)
- genre Clytorhynchus Elliot, 1870 (5 espèces)
- genre Eutrichomyias Meise, 1939 (1 espèce)
- genre Grallina Vieillot, 1816 (2 espèces)
- genre Hypothymis Boie, 1826 (4 espèces)
- genre Mayrornis Wetmore, 1932 (3 espèces)
- genre Metabolus Bonaparte, 1854 (1 espèce)
- genre Monarcha Vigors et Horsfield, 1827 (9 espèces)
- genre Myiagra Vigors et Horsfield, 1827 (19 espèces)
- genre Neolalage Mathews, 1928 (1 espèce)
- genre Pomarea Bonaparte, 1854 (9 espèces)
- genre Symposiachrus (21 espèces)
- genre Terpsiphone Gloger, 1827 (17 espèces)
- genre Trochocercus Cabanis, 1850 (2 espèces)

### Liste des espèces
D'après la classification de référence (version 5.2, 2015) du Congrès ornithologique international (ordre phylogénique) :
Parmi celles-ci, quatre espèces éteintes :
- †Pomarea pomarea – Monarque de Maupiti
- †Pomarea nukuhivae – Monarque de Nuku Hiva
- †Pomarea fluxa – Monarque d'Eiao
- †Myiagra freycineti – Monarque de Guam